# Hidegkút
Hidegkút è un comune dell'Ungheria di 419 abitanti (dati 2001). È situato nella contea di Veszprém.